# Apterothrips
Apterothrips (лат.) — род трипсов из семейства Thripidae (Thysanoptera).

## Распространение
Из двух видов, secticornis, вероятно, изначально голарктический, тогда как apteris — из прибрежного региона юго-запада США. Оба вида были зарегистрированы в Китае, Внутренняя Монголия.

## Описание
Мелкие насекомые с четырьмя бахромчатыми крыльями. Самка бескрылая. Голова слегка вытянута вперёд; нижнечелюстные пальпы 3-сегментные; глаза с пятью слабо пигментированными фасетками; глазницы отсутствуют; глазковые волоски I присутствуют, II латеральнее I. Антенны 8- или 9-сегментные, VI сегмент с неполным или полным поперечным швом, I без парных дорсо-апикальных волосков, III и IV с простыми сенс-конусами. Пронотум без длинных волосков, но одна пара на задних углах более толстая, но не заметная. Мезонотум без кампановидных сенсилл переднемедиально. Метанотум без кампановидных сенсилл. Мезостернум с стерноплевральными швами, достигающими переднего края. Мезо- и метастернальные фурки без спинулы. Лапки 2-сегментные. Брюшко шире груди; тергиты I—VIII с широким краспедумом, срединная кампановидная сенсилла близко к заднему краю, без ктенидий; VIII без заднемаргинального гребня; тергит IX обычно с двумя парами кампановидных сенсилл; X со срединным расщеплением полным. Стерниты с лопастной постеромаргинальной краспедой, без дискальных волосков, III—VII с тремя парами краевых волосков, II с двумя парами; VII с S1 волосками перед задним краем, без краспеды между этими волосками. Самец сходен с самкой; железистое отверстие между стернитами II—III; тергит IX с двумя парами шиповидных волосков. Хотя обычно они ассоциируются с злаками, один из двух видов этого рода, apteris, был обнаружен в Калифорнии, в частности, на Erigeron glaucis (Астровые), и в некоторых частях Австралии и Новой Зеландии на люцерне посевной (Бобовые).

## Классификация
Включает около 2 видов из семейства Thripidae. В подсемействе Thripinae, очевидно, относится к родовой группе Anaphothrips.
- Apterothrips apteris (Daniel, 1904) (Sericothrips)
- Apterothrips secticornis (Trybom, 1896) (Thrips)